# Steve Thornton (hockey sur glace)
Pour les articles homonymes, voir Steve Thornton.
Steve Thornton (né le 8 mars 1973 à Gloucester, Ontario) est un joueur et entraîneur professionnel de hockey sur glace canado-britannique.

## Carrière

### En tant que joueur
Il commence à jouer dans l'équipe de l'université de Boston qui participe au championnat NCAA de hockey sur glace masculin de 1991 à 1995 et remporte le Hockey East en 1994 et 1995. Il fait sa première saison professionnelle chez les Rivermen de Peoria en LIH puis part aussitôt en Europe.
Il arrive au EC Klagenfurt AC en ÖEL puis immédiatement chez les Adler Mannheim en DEL. En 1999, il fait de nouveau un transfert en cours de saison, il rejoint l'Ice Hockey Superleague qu'il remporte avec les Cardiff Devils. Après avoir obtenu la nationalité britannique au bout de cinq ans, il signe pour les London Knights. En 2003, il remporte de nouveau le championnat britannique avec les Belfast Giants.
Pour la saison 2003-2004, il part en Italie, où il reste deux ans avec le HC Pustertal. Après deux saisons en Suisse, au sein du Genève-Servette HC et du HC Bâle, il s'engage avec le Södertälje SK en HockeyAllsvenskan. Il fait monter l'équipe en élite. Après une saison au Basingstoke Bison en Elite Ice Hockey League, il retrouve les Belfast Giants en 2008 avec qui il gagne en 2009 le championnat et l'EIHL Knock Out Cup. Il met fin à sa carrière en 2010 à l'âge de 37 ans.
Avec l'équipe de Grande-Bretagne de hockey sur glace, Steve Thornton participe aux championnats du monde en seconde division en 1999, 2001, 2003 et 2004. Il est le meilleur pointeur de sa division en 2003.

### En tant qu'entraîneur
Le 7 avril 2008, Thornton, joueur, devient aussi l'entraîneur des Belfast Giants en remplacement d'Ed Courtenay et le reste durant deux saisons.
Le 28 avril 2014, il retrouve les Belfast Giants en tant qu'entraîneur avec Todd Kelman comme manager général.